# Konrád Hlohovský
 Konrád Hlohovský  (polsky Konrad Laskonogi) (1146/1157? – 1180/1190?), kníže hlohovský od roku 1177. Pocházel z rodu Piastovců.

## Život
Narodil se jako třetí syn Vladislavu II. Vyhnanci a jeho ženě Anežce, dceři Leopolda III. Rakouského, pravděpodobně v Altenburgu v Německu, kde byl jeho otec vyhnán v důsledku občanské války Boleslavem IV. Kadeřavým a Měškem III. Starým. Moc se toho o Konrádovi nedochovalo. Jako nejmladší dítě, byl připravován pro duchovní kariéru v benediktinském opatství Fulda.
Když se v roce 1163 jeho starší bratři Boleslav a Měšek, po zásahu Fridricha I. Barbarossy, vrátili do Polska a přijali Slezské knížetctví od svého strýce, knížete Boleslava IV., nebyl Konrád ještě plnoletý. Pravděpodobně v té době zůstal v Německu.
Boleslav a Měšek zpočátku vládli společně, ale brzy se spolu dostali do konfliktu a v roce 1173 si knížectví rozdělili. Boleslav pak vládl větší části Dolního Slezska a Vratislavi, včetně Hlohovska. Měšek získal Ratibořsko a Těšínsko. Když Konrad dospěl, vrátit se do Slezska a nárokoval si svá práva na část knížectví. V roce 1177 na příkaz Kazimíra II., postoupil Boleslav Konrádovi nově založené Hlohovské knížectví. Zprávy o obdržení Hlohovska jsou poslední, kde se o Konradovi píše. Pravděpodobně zemřel mezi lety 1180–1190.
Konrad se neoženil a nezanechal potomky. Není známo, kde byl pochován (i když lze předpokládat, že v Hlohově). Hlohovsko zdědil bratr Boleslav.